# Europa Cup (korfbal) 2008
De Europacup korfbal 2008 was de 23e editie van dit internationale zaalkorfbaltoernooi.

## Deelnemers

### Poule A
| Club        | Plaats     | Poule |
| ----------- | ---------- | ----- |
| Boeckenberg | Antwerpen  | A     |
| Szentendre  | Szentendre | A     |
| NC Benfica  | Lissabon   | A     |
| Mitcham     | Londen     | A     |

### Poule B
| Club                 | Plaats           | Poule |
| -------------------- | ---------------- | ----- |
| DOS'46               | Nijeveen         | B     |
| Adler Rauxel         | Castrop-Rauxel   | B     |
| SKK Prievidza        | Prievidza        | B     |
| KCC České Budějovice | České Budějovice | B     |

## Poulefase Wedstrijden

### Poule A
| Thuisploeg  |   | Uitploeg    | Uitslag |
| ----------- | - | ----------- | ------- |
| Mitcham     | - | Szentendre  | 16-12   |
| Boeckenberg | - | Benfica     | 19-10   |
| Mitcham     | - | Boeckenberg | 5-18    |
| Benfica     | - | Szentendre  | 16-15   |
| Boeckenberg | - | Szentendre  | 25-8    |
| Benfica     | - | Mitcham     | 12-13   |

### Poule B
| Thuisploeg       |   | Uitploeg         | Uitslag |
| ---------------- | - | ---------------- | ------- |
| DOS'46           | - | Prievidza        | 33-7    |
| Adler Rauxel     | - | České Budějovice | 13-12   |
| DOS'46           | - | Adler Rauxel     | 22-8    |
| Prievidza        | - | České Budějovice | 11-13   |
| České Budějovice | - | DOS'46           | 8-32    |
| Adler Rauxel     | - | Prievidza        | 21-19   |

## Finales
| 7e&8e plaats |            |    |
|              |            |    |
| A4           | Szentendre | 21 |
| B4           | Prievidza  | 11 |

| 5e&6e plaats |                  |    |
|              |                  |    |
| A3           | Benfica          | 21 |
| B3           | České Budějovice | 14 |

| 3e&4e plaats |              |    |
|              |              |    |
| A2           | Mitcham      | 11 |
| B2           | Adler Rauxel | 8  |

| Finale |             |    |
|        |             |    |
| A1     | Boeckenberg | 12 |
| B1     | DOS'46      | 19 |

| Kampioen EuropaCup 2008 |
| ----------------------- |
| DOS'46 Tweede titel     |

## Eindklassement
| Positie | Club             |
| ------- | ---------------- |
| Goud    | DOS'46           |
| Zilver  | Boeckenberg      |
| Brons   | Mitcham          |
| 4       | Adler Rauxel     |
| 5       | Benfica          |
| 6       | České Budějovice |
| 7       | Szentendre       |
| 8       | Prievidza        |